# Skupinska hitrost
Skupínska hitróst (tudi grupna hitrost, oznaka cg) je hitrost, s katero potuje skupina valov pri potujočem valovanju z disperzijo. V skupini valov so zastopane vse sinusne komponente s frekvencami na danem frekvenčnem intervalu. Skupinska hitrost se v splošnem razlikuje od fazne hitrosti, to je hitrosti posamezne komponente. Skupinska hitrost je definirana kot parcialni odvod krožne frekvence ω po valovnem številu k:
{\displaystyle c_{g}\equiv {\frac {\partial \omega }{\partial k}}}
Skupinsko hitrost pogosto jemljemo kot merilo za hitrost širjenja energije ali informacije pri valovanju. Ta slika je praviloma točna, zato lahko skupinsko hitrost res jemljemo kot signalno hitrost valovne oblike. Zavedati pa se moramo, da je mogoče zasnovati poskus, pri katerem skupinska hitrost laserskih pulzov skozi posebej pripravljeno sredstvo znatno presega signalno hitrost (kot je mogoče tudi ustaviti laserski pulz).
Matematična funkcija ω(k), ki podaja odvisnost krožne frekvence ω od valovnega števila k, je znana kot disperzijska zveza. Če je krožna frekvenca ω premo sorazmerna valovnemu številu k, je skupinska hitrost enaka fazni hitrosti. V nasprotnem primeru se komponente valovanja z različnimi frekvencami širijo z različnimi hitrostmi, zato se ovojnica valovanja s širjenjem deformira. Ta »disperzija skupinske hitrosti« je pomembna pri širjenju signalov po optičnih vlaknih in načrtovanju laserjev, ki delujejo v kratkih pulzih.